# Gérard Versyp
Gérard André Versyp (* 22. August 1914 in Sint-Michiels; † 28. August 1982 in Brügge) war ein belgischer Fußballschiedsrichter.

## Sportlicher Werdegang
Versyp leitete ab Ende der 1940er Jahre Spiele in der Eerste klasse und rückte 1954 in den Kreis der FIFA-Schiedsrichter. Im November des folgenden Jahres agierte er dabei erstmals als Hauptschiedsrichter bei einem Länderspiel, als ein 3:0-Heimerfolg der Niederlande gegen Norwegen unter seiner Leitung stand. Zwar kam er in den folgenden Jahren regelmäßig zum Einsatz und pfiff einige Partien in den Qualifikationen für die WM-Endrunden 1958 und 1962, er stand jedoch im Schatten seines Landsmanns Lucien Van Nuffel und kam somit zu keiner Endrundenteilnahme. Bei der Europameisterschaft 1964 leitete er mit dem Viertelfinalspiel zwischen Irland und Spanien sein letztes Länderspiel, somit blieb ihm auch beim Kontinentalturnier eine Endrundenteilnahme verwehrt.
Im Wettbewerb um den Europapokal der Pokalsieger 1963/64 war ebenso Lucien Van Nuffel als Finalschiedsrichter für das Duell zwischen Sporting Lissabon und MTK Budapest verpflichtet worden. Nachdem das reguläre Endspiel am 13. Mai 1964 im Brüsseler Heysel-Stadion jedoch mit einem 3:3-Remis geendet hatte, leitete Versyp zwei Tage später das Wiederholungsspiel im Antwerpener Bosuilstadion. Dort holte Sporting durch einen 1:0-Erfolg nach einem Treffer von João Morais seinen ersten internationalen Titel.
1964 beendete Versyp seine Schiedsrichterkarriere, Vital Loraux folgte ihm auf der FIFA-Schiedsrichterliste.